# Live (Brygada Kryzys)
Live – pierwszy album grupy muzycznej Brygada Kryzys. Materiał został nagrany pod koniec 1981 roku na debiutanckim koncercie zespołu w Warszawie. Wydany został bez wiedzy i zgody członków zespołu w Wielkiej Brytanii przez firmę Fresh Records UK. Płyta nie została autoryzowana przez zespół.
W 1999 roku ukazała się reedycja albumu na CD i na kasetach. Album wydała wytwórnia Pop Noise. Na reedycję trafiły dodatkowe utwory z 1982 roku.

## Lista utworów
| Strona A | Strona A                          | Strona A |
| Nr       | Tytuł utworu                      | Długość  |
| -------- | --------------------------------- | -------- |
| 1.       | „Nie ma nic” (There Is Nothing)   | 2:50     |
| 2.       | „Babilon upadł” (Babylons Fallen) | 3:12     |
| 3.       | „Telewizja” (Television)          | 2:10     |
| 4.       | „Centrala” (Headquarters)         | 8:02     |
|          |                                   | 16:14    |

| Strona B | Strona B                                                        | Strona B |
| Nr       | Tytuł utworu                                                    | Długość  |
| -------- | --------------------------------------------------------------- | -------- |
| 1.       | „Obudź się, obudź się” (Wake Up, Wake Up)                       | 2:50     |
| 2.       | „To Co Czujesz - To Co Wiesz” (What You Feel, Is What You Know) | 6:26     |
| 3.       | „Ty i tylko ty” (You and Only You)                              | 3:08     |
|          |                                                                 | 12:24    |

| Lista utworów na reedycji z 1999 roku | Lista utworów na reedycji z 1999 roku | Lista utworów na reedycji z 1999 roku |
| Nr                                    | Tytuł utworu                          | Długość                               |
| ------------------------------------- | ------------------------------------- | ------------------------------------- |
| 1.                                    | „Nie ma nic”                          | 5:06                                  |
| 2.                                    | „Babilon upadł”                       | 3:32                                  |
| 3.                                    | „Telewizja”                           | 2:23                                  |
| 4.                                    | „Centrala”                            | 8:27                                  |
| 5.                                    | „Obudź się, obudź się”                | 3:40                                  |
| 6.                                    | „To Co Czujesz - To Co Wiesz”         | 7:40                                  |
| 7.                                    | „Ty i tylko ty”                       | 3:18                                  |
| 8.                                    | „Ganja”                               | 3:13                                  |
| 9.                                    | „Nie wierzę robotom”                  | 4:23                                  |
| 10.                                   | „Nie daj się”                         | 5:15                                  |
| 11.                                   | „Wracamy do raju”                     | 8:07                                  |
| 12.                                   | „Czas”                                | 9:32                                  |
|                                       |                                       | 1:04:36                               |

## Skład
źródło:.
- Robert Brylewski – gitara, śpiew
- Tomek Lipiński – gitara, wokal
- Jarosław Ptasiński – conga
- Tomasz Świtalski – saksofon
- Ireneusz Wereński – gitara basowa
- Sławek Słociński – perkusja

Gościnnie:
- Tomasz "Gogo Szulc" Kożuchowski – konga (8–11, na reedycji)[5][6]
- Jerzy Słomiński – konga (8–11, na reedycji)[5][6]
- Qba – konga (8–11, na reedycji)[5][6]